# Eneco Tour 2009
L'Eneco Tour del Benelux 2009 és una cursa ciclista per etapes que es disputà entre el 18 i el 25 d'agost de 2009 al Benelux. Com en anys precedents es recorren parts dels Països Baixos i Bèlgica. La primera i la darrera etapa són contrarellotges. Pel mig sis etapes més per acabar configurant una cursa de 1.128,1 km.
El vencedor final fou el noruec Edvald Boasson Hagen, per davant del francès Sylvain Chavanel i el neerlandès Sebastian Langeveld.

## Equips
En formar part de l'UCI ProTour, els 18 equips ProTour estan automàticament convidats a prendre-hi part. A més, l'organització convida tres equips continentals, el Skil-Shimano, el Topsport Vlaanderen-Mercator i el Vacansoleil Pro Cycling Team, per completar un total de 21 equips. Cada equip està format per 8 corredors, a excepció de l'Euskaltel–Euskadi, que surt amb 7 corredors i el Milram, en què un dels seus ciclistes no arriba a sortir per culpa d'una lesió. En total seran 166 ciclistes els que prendran la sortida.
Els 21 equips participants són:
| - Ag2r-La Mondiale - Astana Qazaqstan Team - Bbox Bouygues Telecom - Caisse d'Epargne - Cofidis - Euskaltel–Euskadi - FDJ | - Fuji-Servetto - Garmin-Slipstream - Lampre-N.G.C. - Liquigas - Quick Step - Rabobank ProTeam - Silence-Lotto | - Skil-Shimano - Team Columbia-HTC - Team Katusha - Team Milram - Team Saxo Bank - Topsport Vlaanderen-Mercator - Vacansoleil Pro Cycling Team |

## Classificació final
|    | Ciclista              | Equip                        | Temps       |
| -- | --------------------- | ---------------------------- | ----------- |
| 1  | Edvald Boasson Hagen  | Team Columbia-HTC            | 26h 49' 40" |
| 2  | Sylvain Chavanel      | Quick Step                   | + 45"       |
| 3  | Sebastian Langeveld   | Rabobank ProTeam             | + 47"       |
| 4  | Jurgen van den Broeck | Silence-Lotto                | + 58"       |
| 5  | Maxime Monfort        | Team Columbia-HTC            | + 58"       |
| 6  | Joan Antoni Flecha    | Rabobank ProTeam             | + 58"       |
| 7  | Lars Bak              | Team Saxo Bank               | + 58"       |
| 8  | Maarten Tjallingii    | Rabobank ProTeam             | + 1' 06"    |
| 9  | Jan Bakelandts        | Topsport Vlaanderen-Mercator | + 1' 12"    |
| 10 | Francesco Chicchi     | Liquigas                     | + 1' 22"    |

## Etapes

### Pròleg.18 d'agostde2009.Rotterdam-Rotterdam(CRI), 4,4 km
| Resultat del pròleg i classificació general després d'aquest \| \| Ciclista \| Equip \| Temps \| \| - \| ---------------- \| ----------------- \| ------ \| \| 1 \| Sylvain Chavanel \| Quick Step \| 4' 55" \| \| 2 \| Tyler Farrar \| Garmin-Slipstream \| + 1" \| \| 3 \| Tom Boonen \| Quick Step \| + 1" \| \| 4 \| Bradley Wiggins \| Garmin-Slipstream \| + 2" \| \| 5 \| Joost Posthuma \| Rabobank ProTeam \| + 2" \| |                  |                   |        |
| | Ciclista         | Equip             | Temps  |
| 1 | Sylvain Chavanel | Quick Step        | 4' 55" |
| 2 | Tyler Farrar     | Garmin-Slipstream | + 1"   |
| 3 | Tom Boonen       | Quick Step        | + 1"   |
| 4 | Bradley Wiggins  | Garmin-Slipstream | + 2"   |
| 5 | Joost Posthuma   | Rabobank ProTeam  | + 2"   |

### Etapa 1.19 d'agostde2009.Aalter-Ardooie, 185,4 km
|   | Ciclista             | Equip             | Temps      |
| - | -------------------- | ----------------- | ---------- |
| 1 | Tyler Farrar         | Garmin-Slipstream | 4h 18' 40" |
| 2 | Tom Boonen           | Quick Step        | m. t.      |
| 3 | Edvald Boasson Hagen | Team Columbia-HTC | m. t.      |
| 4 | Graeme Brown         | Rabobank ProTeam  | m. t.      |
| 5 | Robert Förster       | Milram            | m. t.      |

|   | Ciclista             | Equip             | Temps      |
| - | -------------------- | ----------------- | ---------- |
| 1 | Tyler Farrar         | Garmin-Slipstream | 4h 23' 26" |
| 2 | Tom Boonen           | Quick Step        | + 4"       |
| 3 | Sylvain Chavanel     | Quick Step        | + 9"       |
| 4 | Edvald Boasson Hagen | Team Columbia-HTC | + 10"      |
| 5 | Bradley Wiggins      | Garmin-Slipstream | + 11"      |

### Etapa 2.20 d'agostde2009.Ardooie-Brussel·les, 178,1 km
|   | Ciclista             | Equip             | Temps      |
| - | -------------------- | ----------------- | ---------- |
| 1 | Tyler Farrar         | Garmin-Slipstream | 4h 17' 53" |
| 2 | Iauhèn Hutaròvitx    | FDJ               | m. t.      |
| 3 | Edvald Boasson Hagen | Team Columbia-HTC | m. t.      |
| 4 | Graeme Brown         | Rabobank ProTeam  | m. t.      |
| 5 | Tom Veelers          | Skil-Shimano      | m. t.      |

|   | Ciclista             | Equip             | Temps      |
| - | -------------------- | ----------------- | ---------- |
| 1 | Tyler Farrar         | Garmin-Slipstream | 8h 41' 09" |
| 2 | Edvald Boasson Hagen | Team Columbia-HTC | + 13"      |
| 3 | Tom Boonen           | Quick Step        | + 14"      |
| 4 | Sylvain Chavanel     | Quick Step        | + 19"      |
| 5 | Bradley Wiggins      | Garmin-Slipstream | + 21"      |

### Etapa 3.21 d'agostde2009.Niel-Hasselt, 158,3 km
|   | Ciclista               | Equip             | Temps      |
| - | ---------------------- | ----------------- | ---------- |
| 1 | Tom Boonen             | Quick Step        | 3h 43' 19" |
| 2 | Tyler Farrar           | Garmin-Slipstream | m. t.      |
| 3 | Francesco Chicchi      | Liquigas          | m. t.      |
| 4 | José Joaquín Rojas Gil | Caisse d'Epargne  | m. t.      |
| 5 | Aleksei Màrkov         | Team Katusha      | m. t.      |

|   | Ciclista             | Equip             | Temps       |
| - | -------------------- | ----------------- | ----------- |
| 1 | Tyler Farrar         | Garmin-Slipstream | 12h 24' 22" |
| 2 | Tom Boonen           | Quick Step        | + 10"       |
| 3 | Edvald Boasson Hagen | Team Columbia-HTC | + 19"       |
| 4 | Sylvain Chavanel     | Quick Step        | + 25"       |
| 5 | Bradley Wiggins      | Garmin-Slipstream | + 27"       |

### Etapa 4.22 d'agostde2009.Hasselt-Libramont, 221,2 km
|   | Ciclista             | Equip                        | Temps      |
| - | -------------------- | ---------------------------- | ---------- |
| 1 | Tyler Farrar         | Garmin-Slipstream            | 5h 27' 01" |
| 2 | Edvald Boasson Hagen | Team Columbia-HTC            | m. t.      |
| 3 | Francesco Gavazzi    | Lampre-N.G.C.                | m. t.      |
| 4 | Greg Van Avermaet    | Silence-Lotto                | m. t.      |
| 5 | Kristof Goddaert     | Topsport Vlaanderen-Mercator | m. t.      |

|   | Ciclista             | Equip             | Temps       |
| - | -------------------- | ----------------- | ----------- |
| 1 | Tyler Farrar         | Garmin-Slipstream | 17h 51' 13" |
| 2 | Tom Boonen           | Quick Step        | + 20"       |
| 3 | Edvald Boasson Hagen | Team Columbia-HTC | + 23"       |
| 4 | Sylvain Chavanel     | Quick Step        | + 35"       |
| 5 | Maarten Tjallingii   | Rabobank ProTeam  | + 37"       |

### Etapa 5.23 d'agostde2009.Roermond-Sittard, 204,3 km
|   | Ciclista             | Equip             | Temps      |
| - | -------------------- | ----------------- | ---------- |
| 1 | Lars Bak             | Team Saxo Bank    | 5h 13' 16" |
| 2 | Edvald Boasson Hagen | Team Columbia-HTC | + 2"       |
| 3 | Francesco Gavazzi    | Lampre-N.G.C.     | m. t.      |
| 4 | Greg Van Avermaet    | Silence-Lotto     | m. t.      |
| 5 | Joan Antoni Flecha   | Rabobank ProTeam  | m. t.      |

|   | Ciclista             | Equip             | Temps       |
| - | -------------------- | ----------------- | ----------- |
| 1 | Edvald Boasson Hagen | Team Columbia-HTC | 23h 04' 55" |
| 2 | Tyler Farrar         | Garmin-Slipstream | + 15"       |
| 3 | Lars Bak             | Team Saxo Bank    | + 15"       |
| 4 | Sylvain Chavanel     | Quick Step        | + 21"       |
| 5 | Vincenzo Nibali      | Liquigas          | + 23"       |

### Etapa 6.24 d'agostde2009.Genk-Roermond, 163,3 km
|   | Ciclista             | Equip             | Temps      |
| - | -------------------- | ----------------- | ---------- |
| 1 | Edvald Boasson Hagen | Team Columbia-HTC | 3h 28' 58" |
| 2 | Matthew Goss         | Team Saxo Bank    | m. t.      |
| 3 | Tyler Farrar         | Garmin-Slipstream | m. t.      |
| 4 | Graeme Brown         | Rabobank ProTeam  | m. t.      |
| 5 | Francesco Chicchi    | Liquigas          | m. t.      |

|   | Ciclista             | Equip             | Temps       |
| - | -------------------- | ----------------- | ----------- |
| 1 | Edvald Boasson Hagen | Team Columbia-HTC | 26h 33' 33" |
| 2 | Tyler Farrar         | Garmin-Slipstream | + 21"       |
| 3 | Lars Bak             | Team Saxo Bank    | + 25"       |
| 4 | Sylvain Chavanel     | Quick Step        | + 31"       |
| 5 | Joost Posthuma       | Rabobank ProTeam  | + 33"       |

### Etapa 7.25 d'agostde2009.Amersfoort-Amersfoort, 13,1 km (CRI)
|   | Ciclista              | Equip             | Temps   |
| - | --------------------- | ----------------- | ------- |
| 1 | Edvald Boasson Hagen  | Team Columbia-HTC | 16' 07" |
| 2 | Sebastian Langeveld   | Rabobank ProTeam  | + 4"    |
| 3 | Maarten Tjallingii    | Rabobank ProTeam  | + 5"    |
| 4 | Sylvain Chavanel      | Quick Step        | + 14"   |
| 5 | Jurgen van den Broeck | Silence-Lotto     | + 16"   |

|   | Ciclista              | Equip             | Temps       |
| - | --------------------- | ----------------- | ----------- |
| 1 | Edvald Boasson Hagen  | Team Columbia-HTC | 26h 49' 40" |
| 2 | Sylvain Chavanel      | Quick Step        | + 45"       |
| 3 | Sebastian Langeveld   | Rabobank ProTeam  | + 47"       |
| 4 | Jurgen van den Broeck | Silence-Lotto     | + 58"       |
| 5 | Maxime Monfort        | Team Columbia-HTC | + 58"       |